# 皇別
皇別（こうべつ）とは、日本の皇室から、神武天皇以降に臣籍降下した分流・庶流の氏族を分類した用語。弘仁6年（815年）に朝廷が編纂した古代氏族の系譜集『新撰姓氏録』で、天津神・国津神の子孫を指す神別、大陸や朝鮮半島から渡来した人々の子孫を指す諸蕃とともに用いられた。また皇別の分類は明治時代の華族の宗族制度でも用いられた。

## 概要
皇別氏族は天皇が大王であった古代から存在し、息長氏や葛城氏、蘇我氏など、天皇家を先祖とする豪族が勢力を張った。佐伯有清は大化の改新頃には氏族を出身で分類する事が行われていたと見ており、天武天皇が制定した八色の姓の頃には「皇別・神別・諸蕃」の「三体」で分類することが行われていたのではないかと見ている。これらの氏族は「臣」のカバネを称することが多いとされるが、実際には「連」のカバネを称した皇別氏族や「臣」を称したその他の氏族も多い。しかしこれらの豪族は藤原氏の台頭や王権の伸長により徐々に勢力を減退させ、平安時代初頭には阿倍氏や紀氏など一部の氏族が中下級の貴族の地位を保ったものの、多くは下級官人へと没落していった。
弘仁5年（814年）に行われた『新撰姓氏録』の最初の奏進の際には「神別・皇別・諸蕃」の順となっていたが、翌年に再度奏進された際には「皇別・神別・諸蕃」の順となった。関晃は、当時皇孫よりも天神の子孫を尊いとする考えが根付いていたからではないかと見ているが、佐伯有清はあまり大きな意味はないとしている。『新撰姓氏録』では、335の氏族が皇別氏族としてあげられている。皇別の氏族の出であると偽ったものも存在しており、吉田連は朝鮮系の家系であったが、孝昭天皇の子孫が朝鮮半島に渡り、その末裔であるなどと主張して皇別氏族となっている。
平安時代には財政や後継者争いの防止の観点から現天皇と血筋が遠くなった傍流の皇族や、天皇の子供でも母親の身分が低いものに姓を与え、臣籍降下させる例が多くなった。弘仁5年（814年）、嵯峨天皇の皇子女8人が臣籍降下し、源姓を与えられた。これら源氏の賜姓は、一定の年以降に生まれた子女のうち、生母の家格が低いものに一括して行われた。これらの源氏では大臣などを務めたものもいるが、3代目以降も上級貴族であり続けた例は少なく、中央で下級貴族として細々と生き延びるか、受領階級として地方へ赴任しそこで土着して武士化するか、完全に没落するかしかなかった。上級公家として存続したのは「御堂末葉」、すなわち摂関家の一門と認識された村上源氏師房流など僅かな例しか存在しなかった。
地方に下った皇別氏族は武士として活躍するものもおり、桓武平氏と清和源氏はその代表例である。9世紀には桓武平氏の平将門が天慶の乱を起こし、その後も平忠常の乱が発生している。また桓武平氏の平清盛をはじめとする伊勢平氏は一時朝廷の権力を掌握している（平氏政権）。清和源氏では河内源氏嫡流の源頼朝が鎌倉に幕府を開き（鎌倉幕府）武家の棟梁として広く認められるようになった。後に河内源氏の有力氏族である足利家は室町幕府を開き、江戸幕府を開いた徳川氏も河内源氏の名門である新田氏の一族を称している。しかし中世以降には、清和源氏をはじめとする由緒ある家系と自らの家系をつなげる仮冒（他人の名を騙ったり偽称する意）が盛んに行われており、徳川氏の前身である松平氏も神別氏族である賀茂氏を称していたが、後に源氏を称するようになっている。また徳川家康が徳川氏改姓にあたって一時的に藤原氏を称したように、何らかの事情によっては皇別姓を神別姓に改めることもあった。
本来は神別に分類される藤原氏の家系でも、皇族から養子を迎えたことで、血統的には天皇家の血を引く家系もある。代表的な家が近衛信尋以降の近衛家、一条昭良以降の一条家、鷹司輔平以降の鷹司家の3家であり、これらは皇別摂家と呼ばれることもある。ただし、これらの家や、そこから養子を迎えた家は男系で存続していても、明治時代の華族宗別制度ではいずれも本来の氏族の分類で扱われている。これは神別氏族から養子をとった皇別家系でも同様であり、華族の宗族制度においては「皇別」として扱われている。また英彦山神宮宮司家を世襲していた高千穂家は後伏見天皇の子長助法親王を祖とし、代々僧籍にあった家であり、姓とカバネを受けていなかった。この家は「無姓尸（氏とカバネ無し）」と表記された上で皇別に分類されている。
宗族制度は1884年（明治17年）に廃止され、「皇別」「神別」「外別」の分類は公的に用いられることはなくなった。明治時代以降に臣籍降下・皇籍離脱した旧皇族は、氏とカバネが廃止されていたため、氏族を形成していない。戦後には男系による皇室制度存続のためとして、旧皇族・皇別摂家・皇別氏族の皇籍復帰を求める意見もあるが、これには反対意見もある。所功は2005年（平成17年）に行われた「皇室制度に関する有識者ヒアリング」において、「旧宮家」と「明治以降に養子や結婚を機に臣籍降下をした元皇族の現存者」、更にその三世程度の子孫に対し、皇族に準ずる名誉と役割を認めることで、「新しい『皇別』」として遇する事を提案している。

## 著名な皇別氏族
著名な皇別を称する氏族を記す。括弧内はカバネ。

### 飛鳥時代
- 阿蘇氏（公）- 神武天皇の子、神八井耳命の裔
- 多氏（朝臣）- 神武天皇の子、神八井耳命の裔
- 十市氏（朝臣）- 安寧天皇の子、磯城津彦命の裔
- 新田部氏（宿禰）- 安寧天皇の子、磯城津彦命の裔
- 和珥氏（臣）- 孝昭天皇の子、天足彦国押人命の裔。同族に小野氏、春日氏
- 吉備氏（宿禰）- 孝霊天皇の裔、吉備津彦命の裔
- 越智氏（宿禰）- 孝霊天皇の裔、彦狭嶋命の裔
- 阿倍氏（朝臣）- 孝元天皇の裔。後に安倍氏を称する。
- 膳氏（臣）- 阿倍氏の分流
- 上毛野氏（君、後に朝臣）- 崇神天皇の子、豊城入彦命の裔
- 下毛野氏（君、後に朝臣）- 上毛野君の分流
- 紀氏（臣、後に朝臣）- 孝元天皇の孫、武内宿禰の裔。紀伊国造家とは別系統
- 葛城氏（臣）- 武内宿禰の子、葛城襲津彦の裔
- 蘇我氏（臣）- 武内宿禰の子、蘇我石川の裔
- 息長氏（真人）- 応神天皇の裔
- 田口氏（朝臣）- 武内宿禰の子、蘇我石川の裔
- 巨勢氏（朝臣）- 孝元天皇の裔
- 小槻氏（宿禰）- 垂仁天皇の裔
- 讃岐氏（公）- 景行天皇の裔
- 佐伯氏（直）- 景行天皇の裔
- 多治比氏（公、後に真人）- 宣化天皇の裔、多治比古王を祖とする。

### 奈良時代
- 高階氏（真人、後に朝臣） - 天武天皇の子、 高市皇子を祖とする。
- 橘氏（宿禰、後に朝臣） - 県犬養橘三千代とその子、橘諸兄と橘佐為を祖とする。
- 文室氏（真人） - 天武天皇の子、長皇子の子らを祖とする。

### 平安時代
- 清原氏（真人、後に朝臣） - 天武天皇の子、舎人親王の子を祖とする
- 良岑氏（朝臣） - 桓武天皇の子、良岑安世を祖とする。
- 平氏（朝臣） - 桓武天皇の子孫など複数の系統がある。
- 在原氏（朝臣） -平城天皇の子、阿保親王・高岳親王を祖とする
- 源氏（朝臣） - 複数の系統があり、嵯峨天皇の子の嵯峨源氏から正親町天皇の曾孫を祖とする広幡家まで幅広い。
- 中原氏（宿禰、後に朝臣） - 安寧天皇の裔である十市氏首が改姓。